# Koniuszki Tuligłowskie
Koniuszki Tuligłowskie (ukr.  Конюшки-Тулиголівські) – wieś na Ukrainie w rejonie samborskim obwodu lwowskiego.

## Historia
Pod koniec XIX w. wieś w powiecie rudeckim.
W II Rzeczypospolitej wieś należała do powiatu rudeckiego w województwie lwowskim. W 1931 r. liczyła prawie 1143 mieszkańców, wśród których Polacy stanowili ok. 15%. W czerwcu 1944 nacjonaliści ukraińscy z OUN – UPA zamordowali tutaj 22 Polaków, paląc i rabując polskie zagrody.